# Saint-Hilaire-les-Places
Saint-Hilaire-les-Places è un comune francese di 881 abitanti situato nel dipartimento dell'Alta Vienne nella regione della Nuova Aquitania.

## Società

### Evoluzione demografica
Abitanti censiti